# Katarzyna Jamróz
Katarzyna Jamróz (ur. 4 stycznia 1970 w Zabrzu) – polska aktorka i piosenkarka, a także poetka i autorka piosenek oraz scenariuszy teatralnych. 

## Życiorys
Absolwentka Państwowej Szkoły Muzycznej w Gliwicach i PWST w Krakowie (1992). Laureatka Grand Prix na XIV Festiwalu Piosenki Aktorskiej we Wrocławiu (1993). Wchodzi w skład artystów krakowskiego kabaretu Loch Camelot. Znana z interpretacji utworów spod znaku muzyki żydowskiej.
Wystąpiła w „Urodzinowym strzale w dychę” kabaretu Ani Mru Mru z okazji jego 10–lecia, śpiewając piosenki z Katarzyną Zielińską.

## Filmografia
- 1992: Wszystko, co najważniejsze jako futurystka na przyjęciu u Boguckiego
- 1993: Pożegnanie z Marią jako Sara
- 1998: Biały Kruk jako młoda Hannah
- 2000: Na dobre i na złe jako Świderska, matka Michała (odc. 38)
- 2001–2002: Marzenia do spełnienia jako Bożena, partnerka Marka Lisowskiego
- 2003: Psie serce jako doktor Halina Kwiatkowska
- 2005: Kryminalni jako Marta Drachmańska (odc. 30)
- 2006–2008: Na dobre i na złe jako Ewa Piasecka, matka Olgi (odc. 281-318)
- 2008: Hotel pod żyrafą i nosorożcem jako Hanna Krzywulska
- 2008: Na kocią łapę jako Ewa
- 2008: Glina jako Irmina (odc. 17)
- 2008: Ojciec Mateusz jako Teresa (odc. 5)
- 2009: Plebania jako Anita (odc. 1263, 1264)
- 2013: Hotel 52 jako gość na przyjęciu Filipowiczów (odc. 91)
- 2015: Prawo Agaty jako Anna Skotnicka, matka Beaty
- 2016: Ojciec Mateusz jako Janka Stankiewicz (odc. 203)
- 2017: Wojenne dziewczyny jako Joachimowa, matka Marysi
- od 2017: M jak miłość jako Nina Janiszewska, prawniczka Starskiego
- 2017: Lekarze na start jako matka Daniela i teściowa Aleksandry (odc. 12)